# Eleocharis pachystyla
Eleocharis pachystyla är en halvgräsart som först beskrevs av Charles Wright, och fick sitt nu gällande namn av Charles Baron Clarke. Eleocharis pachystyla ingår i släktet småsäv, och familjen halvgräs. Inga underarter finns listade i Catalogue of Life.